# Hesthesis bizonatus
Hesthesis bizonatus là một loài bọ cánh cứng trong họ Cerambycidae.